# Олексин, Алексей Иванович
Алексей Иванович Олексин (бел. Аляксей Іванавіч Алексін) — белорусский бизнесмен, ранее состоявший на госслужбе. Основные направления деятельности связаны с оптовой торговлей нефтепродуктами, сигаретами и электронными сигаретами (бренд «Табакерка», компании «Энерго-Оил» и «Интер Тобакко»), мясопереработкой, гостинично-ресторанным бизнесом. Совладелец «национального логистического оператора» «Бремино Групп». До июня 2021 года владел крупным белорусским банком «МТБанк». Вёл бизнес и в Латвии (производство биотоплива, пива, торговля).
До 2012 года Олексин был бизнес-партнёром владельца группы «Трайпл» Юрия Чижа, но после его ареста старался дистанцироваться от него. В настоящее время считается связанным с бизнесменом Александром Шакутиным. Олексина называют одним из «кошельков» Александра Лукашенко.
С 2021 года на Олексина и его основные компании наложены санкции Европейского Союза. После наложения санкций начал распродавать многие активы. Согласно расследованию «секреты Credit Suisse», на счёте Олексина в одном только швейцарском банке Credit Suisse находилось 36 миллионов швейцарских франков (ок. 39 млн долларов). Под санкциями США, Канады, Швейцарии, Японии, Украины.

## Биография
Подробности биографии Олексина неизвестны, крайне редко появляются его фотографии.
Олексин окончил Ломоносовское военно-авиационное техническое училище в Ленинградской области и Новосибирскую государственную академию водного транспорта по специальностям «борттехник вертолёта» и «экономист-менеджер».
Одно время Олексин занимал должность главного специалиста департамента энергоресурсов и нефтепродуктов компании «Белвнешторгинвест», которая входит в состав Управления делами президента Республики Беларусь.
Предполагается, что Олексин курировал оптовую торговлю нефтепродуктами группы компаний «Трайпл» Юрия Чижа (по другой информации, работал в компании Чижа). После введения санкций Евросоюза против Чижа весь его бизнес, реализовывавший нефтепродукты в Евросоюзе, был переоформлен на Олексина (компании «Энерго ойл», «Белнефтегаз», «Неонафта»). В 2014 году Олексин выкупил у Чижа завод «Трайпл-Велес» (бывший Молодечненский мясокомбинат), переименовав его в «Велес-Мит».
В 2013 году на непродолжительное время задерживался Следственным комитетом Республики Беларусь в связи с расследованием коррупции в «Белнефтехиме».
По данным Intelligence Online, в 2022 году Алексей Олексин и его младший сын Виталий получили паспорта Вануату.

## Активы
Владеет 60 % акций СЗАО «Энерго-Оил» и ОДО «Белнефтегаз» (остальными 40 % акций этих компаний владеет его жена). Через СЗАО «Энерго-Оил» и ОДО «Белнефтегаз» владеет зарегистрированной на Кипре MTB Investments Holdings Limited, которая владеет 98,97 % акций Минского транзитного банка (ЗАО «МТБанк»). На 1 января 2019 года активы банка составили 1,1 млрд рублей (около 550 млн долларов). Олексин приобрёл банк весной 2015 года, выкупив акции у белорусской («Зубр Капитал») и американской («Horizon Capital») инвестиционных компаний.
Владеет ООО «Велес-Мит» (бывший Молодечненский мясокомбинат). Развитие животноводческой отрасли «Велес-Мита» финансируется государственным Белагропромбанком.
СЗАО «Энерго-Оил» и ОДО «Белнефтегаз» владеют контрольными пакетами акций ООО «Эково» (100 %; занимается архитектурно-строительными и инженерными услугами) и ОАО «Легавтотранс» (73,358 %).
Предполагается, что компании Олексина владеют площадкой Минского станкостроительного завода им. Кирова в центре Минска, намечаемого к сносу и застройке.
Вместе c Николаем Воробьём и Александром Зайцевым владеет компанией «Бремино Групп», которая реализует крупные проекты по строительству инфраструктуры для международной торговли. Считается, что «Бремино Групп» будет одним из главных выгодополучателей от установления Александром Лукашенко льготного налогового режима в Оршанском районе Витебской области, поскольку реализация активной фазы её проекта в Оршанском районе совпала с объявлением района особой экономической зоной. Экономист Ярослав Романчук охарактеризовал оршанский проект «Бремино Групп» как «[э]литно-номенклатурно-силовой» закрытый бизнес и предположил, что таким образом «протоолигархи превращаются в полноценных олигархов».
Компании Алексея Олексина и Николая Воробья называются в СМИ предположительными учредителями ЗАО «Новая нефтяная компания», зарегистрированной в 2020 году и начавшей деятельность с экспорта 1,2 млн т мазута производства государственного Новополоцкого нефтеперерабатывающего завода (ОАО «Нафтан»). В конце 2020 года сообщалось, что Олексин покинул бизнес по оптовой торговле нефтепродуктами и сконцентрировался на табачных изделиях.
По данным расследования «Европейского радио для Беларуси», Олексину принадлежит около четверти IT-компании «Synesis Group», включённой в санкционные списки Европейского Союза и Великобритании 17–18 декабря 2020 года за пособничество силовикам. ОДО «Белнефтегаз» Олексина принадлежат 74,95 % ООО «Синезис Стигма», которую отраслевые СМИ включают в состав холдинга «Synesis Group».
Олексин ведёт также бизнес в Латвии: ему приписывается владение многопрофильной компанией Mamas D и пивоваренной компанией Latgales Alus D.
В январе 2021 года на фоне возможных санкций Евросоюза Алексей Олексин передал свои доли в компаниях сыновьям — Виталию и Дмитрию.
Согласно расследованию OCCRP, Siena и Белсата, Олексин и Зайцев в 2012 году получили в Литве вид на жительство и открыли там несколько компаний. Хотя эти компании работали без заметной деловой активности и без персонала, через их счета провели более 46 миллионов евро. По заявлению этих же расследователей со ссылкой на данные от Киберпартизан, через несколько месяцев после получения табачных преференций в 2018 году Олексин подарил службе безопасности президента девять машин и мотоциклов общей стоимостью в 1,7 миллиона долларов.
В июне 2022 года стало известно, что на искусственном острове Палм-Джумейра в ОАЭ у Алексея Олексина есть апартаменты, а у его сына Дмитрия – вилла.
По данным журналистского расследования «Бюро», некоторые активы семьи Олексина были переписаны на Викторию Губанову, жену его сына Дмитрия, после попадания последнего в санкционный список ЕС.

### Табачный бизнес
В 2017—2018 годах СЗАО «Энерго-Оил» Олексина получило разрешение Александра Лукашенко на создание «единой товаропроводящей сети в табачной сфере»: компании были переданы все имеющиеся ларьки Гродненской табачной фабрики «Неман», началась установка ларьков «Табакерка» по всей Республике Беларусь. Олексин также запланировал строительство третьей табачной фабрики в стране (её планируется построить в минском микрорайоне Шабаны). «Энерго-Оил» также получило разрешение на импорт сигарет в страну; ранее такое разрешение было только у компании «Беларусьторг» Управления делами президента. До конца 2020 года в стране должно быть открыто 2,5 тысячи точек по торговле сигаретами. 1 августа 2018 года «Энерго-Оил» стала единым оператором по продаже табачных изделий гродненской табачной фабрики «Неман».
Компания «Энерго-Оил» занимается также распространением электронных сигарет IQOS. 16 февраля 2021 года Александр Лукашенко наделил «Энерго-Оил» монопольным правом на импорт электронных сигарет IQOS в Республику Беларусь.

### Инвестиционный проект по созданию сети «Табакерка»
В 2018—2019 гг. часть табачных проектов Олексина была выделена в ООО «Интер Тобакко». 7 августа 2019 года Александр Лукашенко наделил эту компанию привилегией на импорт табачного сырья. В создании привилегированных условий крупной частной компании, торгующей сигаретами, видят признаки передела табачного рынка под интересы одного участника.
Массовая установка в городах Беларуси киосков по продаже табачных изделий «Табакерка» под патронажем СЗАО «Энерго-Оил» (а затем ООО «Интер Тобакко» Олексина) вызвала волну критики и возмущения населения. В сети Интернет был создан ряд петиций против установки табачных киосков в общественных местах.
В марте 2019 г. в Министерство здравоохранения Республики Беларусь и концерн «Белгоспищепром» было направлено обращение граждан против установки табачных киосков «Табакерка» на остановках общественного транспорта в населённых пунктах Республики Беларусь. Под петицией подписалось 2893 человека. В ответном письме и министерство, и концерн сослались на Декрет № 2 Президента Республики Беларусь от 24 января 2019 г. «Об изменении декретов Президента Республики Беларусь». Кроме того, Министерство здравоохранения сослалось на реализуемую Государственную программу «Здоровье народа и демографическая безопасность Республики Беларусь» на 2016—2020 годы.
В своём ответе от 16.01.2020 г. на другую петицию против «Табакерок» Министерство здравоохранения указало, что «разделяет обеспокоенность граждан вопросом размещения торговых объектов „Табакерка“», но не может повлиять на данный вопрос, поскольку вопрос регулирования розничной торговли не входит в компетенцию Минздрава.

#### Брест
В Бресте в облисполком было передано 500 подписей с требованием перенести уже установленные возле учреждений образования и здравоохранения табачные киоски.
На одной из торговых точек города неизвестные написали «ларёк смерти».

#### Витебск
В Витебске петиция против установки «Табакерок» собрала более 2 тысяч подписей.

#### Гомель
В Гомеле «Табакерки» устанавливались в том числе возле школ и больниц, у кардиоцентра и онкодиспансера.

#### Гродно
В Гродно петиция против установки «Табакерок» собрала 683 подписи. 6 ноября 2019 г. Гродненский горисполком ответил на обращение граждан, что «размещение нестационарных торговых объектов „Табакерка“ не противоречит нормам действующего законодательства Республики Беларусь».

#### Минск
В Минске петиция против установки «Табакерок» собрала более 6127 подписей. В ответном письме от 30.08.2019 г. Комитет архитектуры и градостроительства Мингорисполкома сослался на инвестиционный проект концерна «Белгоспищепром», заключившего договор с инвестором по созданию специализированной сети по продаже табачных изделий. В своём письме «Белгоспищепром» ссылался на опыт зарубежных стран, что «обособленные торговые объекты способствуют снижению потребления табачных изделий населением».
На ответ Комитет архитектуры и градостроительства в сентябре 2019 г. была создана новая петиция с требованием обосновать ответ. Петиция собрала 1395 подписей. Комитет архитектуры и градостроительства Мингорисполкома ответил на данную петицию предложением обращаться за обоснованием полезности инвестиционного проекта в концерн «Белгоспищепром».
Очередная петиция в Минский горисполком с просьбой предоставить официальные правила размещения киосков «Табакерка» собрала 3037 подписей и была отправлена 18.02.2020 года.

#### Слоним
В Слониме петиция против установки «Табакерок» собрала более 300 подписей.

#### Солигорск
В Солигорске райисполком отреагировал на петицию горожан о переносе «Табакерок», но в некоторых случаях перенос был произведён ближе к школам.
Бурный рост табачной сети происходит одновременно с ужесточением антитабачного законодательства в стране (в частности, законодательном было запрещено использовать слово «табак» и однокоренные с ним в вывесках торговых объектов). Отмечается также, что «Табакерки» получают земельные участки без аукциона. В Минске представители общественного объединения предпринимателей «Перспектива» призвали власти поставить мелкий бизнес в равные условия с крупным, разрешив возвращение на улицы города частных киосков розничной торговли, которые Мингорисполком полностью убрал в середине 2000-х годов.
В декабре 2020 года российская журналистка Тина Канделаки заявила, что Олексин связан с контрабандой сигарет в Россию.
Алексей Олексин воздерживается от комментариев по поводу волны возмущения в адрес своего инвестиционного проекта.

## Хобби
Олексина считают связанным с организацией байкерских слётов; их организатор, компания «Мото Ивент», зарегистрирована в тех же помещениях, что и компании Олексина. В 2019 году был замечен с сыном президента Республики Беларусь Виктором Лукашенко и сыном генерального прокурора Российской Федерации Артёмом Чайкой на открытии мотосезона в Воронеже.
Олексин является членом попечительского совета Местного благотворительного фонда развития тенниса в Беларуси, возглавляемого Шакутиным.

## Международные санкции
В июне 2021 года Олексин как аффилированный с Александром Лукашенко и Виктором Лукашенко и получающий от этого выгоды бизнесмен был включён в Чёрный список ЕС. Также под санкции ЕС попали АО «ННК» (Новая нефтяная компания) и ООО «Бремино групп» как компании Олексина, «извлекающие выгоду от режима Лукашенко». Кроме того, Олексина и эти компании в свои санкционные списки включили Канада и Швейцария. 6 июля 2021 года к июньскому пакету санкций ЕС присоединились Албания, Исландия, Лихтенштейн, Норвегия, Северная Македония, Черногория.
В июне 2021 года, за несколько дней до объявления о наложении санкций Евросоюза на Олексина, он продал материнскую компанию «МТБанка» зарегистрированной в ОАЭ компании Stoneva Limited, которая предположительно принадлежит уроженцу Ливана Ромео Абдо, однако сообщалось, что банки Евросоюза потребовали от нового номинального владельца доказать, что сделка не была фиктивной.
9 августа 2021 года Олексина, «Бремино групп», «Новую нефтяную компанию», а также ранее связанные с бизнесменом компании «Интер тобакко», «Энерго-Оил», «Белнефтегаз» включили в список специально обозначенных граждан и заблокированных лиц США.
В феврале 2022 года в результате публикации журналистами-расследователями данных клиентов швейцарского банка Credit Suisse у Олексина был выявлен счёт в 36 миллионов швейцарских франков.
В марте 2022 года Алексей Олексин, «Бремино Групп» и «ННК» попали под санкции Японии, а его жена Инна Олексина, сын Виталий Олексин и компания «Интер тобакко» были включены в санкционный список Канады.
В июне 2022 года Европейский союз ввёл санкции против Дмитрия и Виталия Олексиных (сыновей Алексея) и компании «Интер тобакко». К этим санкциям присоединилась и Швейцария.
Указом президента Украины Владимира Зеленского от 19 октября 2022 года Олексин, «ННК», «Бремино групп» находятся под санкциями Украины.
В августе 2023 года в санкционный список США попали Инна, Виталий и Дмитрий Олексины.

## Семья
Жена — Инна Владимировна Олексина, гражданка РФ. Владелец 20 % акций СЗАО «Энерго-Оил» и 20 % акций ОДО «Белнефтегаз». Её полная тёзка имеет 80 % доли в уставном капитале российского ООО «Агро» с годовым оборотом в десятки миллионов российских рублей.
Сын Дмитрий Олексин (1987 г.р.), предприниматель. В 2012 году латвийское издание «D-fakti.lv» сообщало, что владельцами по 40 % компании «Mamas D» стали Дмитрий и Инна Олексины. Владелец 40 % акций СЗАО «Энерго Оил» и 40 % акций ОДО «Белнефтегаз».
Сын Виталий Олексин (1997 г.р.), предприниматель. В 2019 году выступал за команду «Энерго-Оил» в минском любительском турнире по футболу. Владелец 40 % акций СЗАО «Энерго-Оил» и 40 % акций ОДО «Белнефтегаз».